# Молодёжь с миссией

Логотип Молодежь с Миссией

«Молодёжь с миссией» или «МСМ» (англ. Youth With A Mission или «YWAM») — межденоминационная христианская некоммерческая организация. Основана в 1960 году Лореном и Дарлин Канингем с целью «познавать Бога и сделать Его известным» (англ. know God and to make Him known).
МСМ работает более чем в 180 странах мира. В организации состоит 18000 человек, поддерживающие работу 1100 отделений. Сотрудники организации имеют гражданство 130 стран мира, более половины — люди «незападных стран».

## История
«Молодёжь с миссией» была основана Лореном Каннингемом в 1960 году, когда он, 20-летний студент университета, путешествующий по Багамским островам, увидел видение: волны, которые покрывали всю землю и превращались в молодых людей, несущих благую весть об Иисусе Христе во все народы мира. Он объяснил это видение тем, что Бог будет посылать молодых людей из разных деноминаций, которые сразу после окончания школы пойдут на миссионерское поле, на долгосрочное или краткосрочное служение.
Поэтому они решили назвать эту организацию «Молодёжь с миссией».
Небольшой штат сотрудников МсМ напечатал 180 объявлений об их миссии и разослал по разным церквям.
В результате этого МсМ отправила 2 человек в Либерию строить дороги через джунгли, в колонию для прокаженных, это была первая официальная миссионерская поездка этой организации.
Через три года у новой миссии было 20 добровольцев, которые находились в разных народах. Каннингем планировал первое миссионерское «Лето служения». Позже в этом же году команды МсМ были посланы в Самоа, Гавайи, Мексику и Центральную Америку. У 1966 году было 10 полновременных сотрудников МсМ, включая Лорена, его жену Дарлин и сотни летних, краткосрочных добровольцев. В том же году служения МсМ начались в Новой Зеландии и Тонго.
Осенью 1967 Каннингем начал работать над своей мечтой о первой миссионерской школе. Это была школа евангелизации в Швейцарии, которая проходила с декабря 1969 по лето 1970, где обучалось 36 студентов. Студенты проживали и занимались в арендованной гостинице в Лозанне (Швейцария), которая была отремонтирована совместными усилиями. К концу этого года МсМ покупает гостиницу и сделает её своим первым постоянным офисом в Лозанне.
В 1977 МсМ купила гостиницу «Пасифик Импайрес» в городке Кона (Гавайи)
и начала ремонт, чтобы сделать из этого студенческий городок под названием «Тихоокеанский и Азиатский христианский университет» — предшественник Университета Наций.
В 1978 МсМ начала «Сияющий свет» (Shining Lights) — служение проституткам в Амстердаме. В 1979 году МсМ начало служение Кораблей Милосердия, для этого был куплен корабль «Анастасис» (Anastasis (ανάσταση) — с греч. воскрешение). А также источники МсМ заявляют, что в конце 1980 МсМ изменило прежнее название своего университета на «Университет Наций» (УН). Концепция университета МсМ, в обучающих программах в сотнях местах МсМ, была разработана Лореном и профессором Ховардом Малмстадт.
К 2000 году у МсМ было более 11 тысяч сотрудников из более чем 130 стран.
В 1974 году школа Евангелизации проходила в Нью-Джерси, с фокусом на Библейские основания и развитие характера и миссии. Многое из материалов этого курса в настоящий момент преподаётся в Курсах Ученичества (Discipleship Training School). Это формат обучения, включающий в себя 3-месячный курс лекций, за которым следуют 2—3-месячная миссионерская практика, что до сих пор применяется в большинстве Курсов Ученичества по всему миру сегодня.

## Руководство МСМ
- Лорен Каннингем (en:Loren Cunningham) — основатель «Молодёжи с миссией»
- Джон Доусон (John Dawson) — международный президент «Молодёжи с миссией»
- Линн Грин (Lynn Green) — международный председатель «Молодёжи с миссией»
- Джеф Фонтэн (Jeff Fountain) — директор «Молодёжи с миссией» Европы